# Maccagno con Pino e Veddasca
Maccagno con Pino e Veddasca ist eine in der italienischen Provinz Varese, Region Lombardei, gelegene Gemeinde, die im Jahr 2014 neu gebildet wurde. Sie zählt 2353 Einwohner (Stand 31. Dezember 2023).

## Geographie
Die Gemeinde liegt am Ostufer des Langensees und bedeckt eine Fläche von 41,96 km². Sie umschließt die selbständige Gemeinde Tronzano Lago Maggiore und grenzt im Norden an den Schweizer Kanton Tessin. Die Nachbargemeinden sind Brissago (CH-TI), Cannobio (IT-VB), Curiglia con Monteviasco (IT-VA), Dumenza (IT-VA), Gambarogno (CH-TI), Luino (IT-VA), Ronco sopra Ascona (CH-TI) und Tronzano Lago Maggiore (IT-VA).
Zu Maccagno con Pino e Veddasca gehören die Fraktionen Armio, Biegno, Cadero, Campagnano, Caviggia, Entiglio, Garabiolo, Graglio, Lozzo, Maccagno (Hauptort), Monte Venere, Musignano, Monti di Pino, Orascio, Pianca, Piantonazzo, Pino sulla Sponda del Lago Maggiore, Ronchi, Sarangio, Veddo und Zenna.
Sitz der Verwaltung ist der Ortsteil Maccagno. Zweigstellen, die an einzelnen Wochentagen geöffnet haben, bestehen in den Ortsteilen Pino und Armio.

## Geschichte
Die heutige Gemeinde wurde nach einer am 1. Dezember 2013 durchgeführten Konsultativabstimmung mit Regionalgesetz Nr. 8 vom 30. Januar 2014 auf den 4. Februar 2014 geschaffen. Sie entstand aus der Fusion der bis dahin selbständigen Gemeinden Maccagno, Pino sulla Sponda del Lago Maggiore und Veddasca. Die Gemeinde ist Teil der Arbeitsgemeinschaft Regio Insubrica, einer grenzüberschreitenden Kooperation, die einige Provinzen der Lombardei und des Piemont sowie den Schweizer Kanton Tessin umfasst.

## Bevölkerung
| Bevölkerungsentwicklung | Bevölkerungsentwicklung | Bevölkerungsentwicklung | Bevölkerungsentwicklung | Bevölkerungsentwicklung | Bevölkerungsentwicklung | Bevölkerungsentwicklung | Bevölkerungsentwicklung | Bevölkerungsentwicklung | Bevölkerungsentwicklung | Bevölkerungsentwicklung | Bevölkerungsentwicklung | Bevölkerungsentwicklung | Bevölkerungsentwicklung | Bevölkerungsentwicklung | Bevölkerungsentwicklung |
| ----------------------- | ----------------------- | ----------------------- | ----------------------- | ----------------------- | ----------------------- | ----------------------- | ----------------------- | ----------------------- | ----------------------- | ----------------------- | ----------------------- | ----------------------- | ----------------------- | ----------------------- | ----------------------- |
| Jahr                    | 1861                    | 1871                    | 1881                    | 1901                    | 1921                    | 1931                    | 1936                    | 1951                    | 1961                    | 1971                    | 1981                    | 1991                    | 2001                    | 2011                    | 2021                    |
| Einwohner               | 3745                    | 3906                    | 3778                    | 3825                    | 3710                    | 3348                    | 3257                    | 3323                    | 3323                    | 3289                    | 3037                    | 2975                    | 2597                    | 2444                    | 2450                    |

## Verkehr und Wirtschaft
Die Gemeinde liegt an der Bahnlinie Bellinzona – Giubiasco – Luino, deren von der TILO SA betriebenen Züge bis zum Flughafen Mailand-Malpensa fahren.
Ein Haupterwerbszweig ist heute der Tourismus. Maccagno hat einen vielbesuchten Badestrand. Die Kletterwand il Cinzanino wird von der Sektion Luino des italienischen Alpenvereins verwaltet.

## Sehenswürdigkeiten
- Wallfahrtskirche Madonnina della punta im Ortsteil Maccagno Inferiore
- mittelalterlicher Turm, genannt Torre imperiale, über dem Dorf
- Palazzo della Zecca, erbaut 1622
- Casa forte Della Bella
- Civico Museo Parisi – Valle, entworfen vom Architekten Maurizio Sacripanti; zeigt in Wechselausstellungen zeitgenössische Kunst
- Kirche Sant’Antonio abate im Ortsteil Maccagno Superiore, mit Fresken des Malers Antonio da Tradate (15. Jahrhundert)
- mittelalterlicher Turm von Pino

## Persönlichkeiten
- Antonio da Musignano genannt Lombardo (* um 1445 in Musignano, Fraktion von Maccagno; † nach 1510 in Urbino), Sohn des Giacomo, Bildhauer in Perugia[2]
- Domenico della Bella genannt Macaneo (* 1466 in Maccagno; † 1530 ebenda), Lokalhistoriker, Autor der «Chorographia Verbani laci» und der «Epitomae historicae novem ducum Sabaudorum»[3][4]
- Ferdinando Caronesi (* 11. Oktober 1794 in Maccagno Superiore; † 24. Oktober 1842 in Turin), Architekt des Neoklassizismus
- Angelo Pedroni (1914–1992), Erzbischof und Diplomat des Heiligen Stuhls

## Galerie

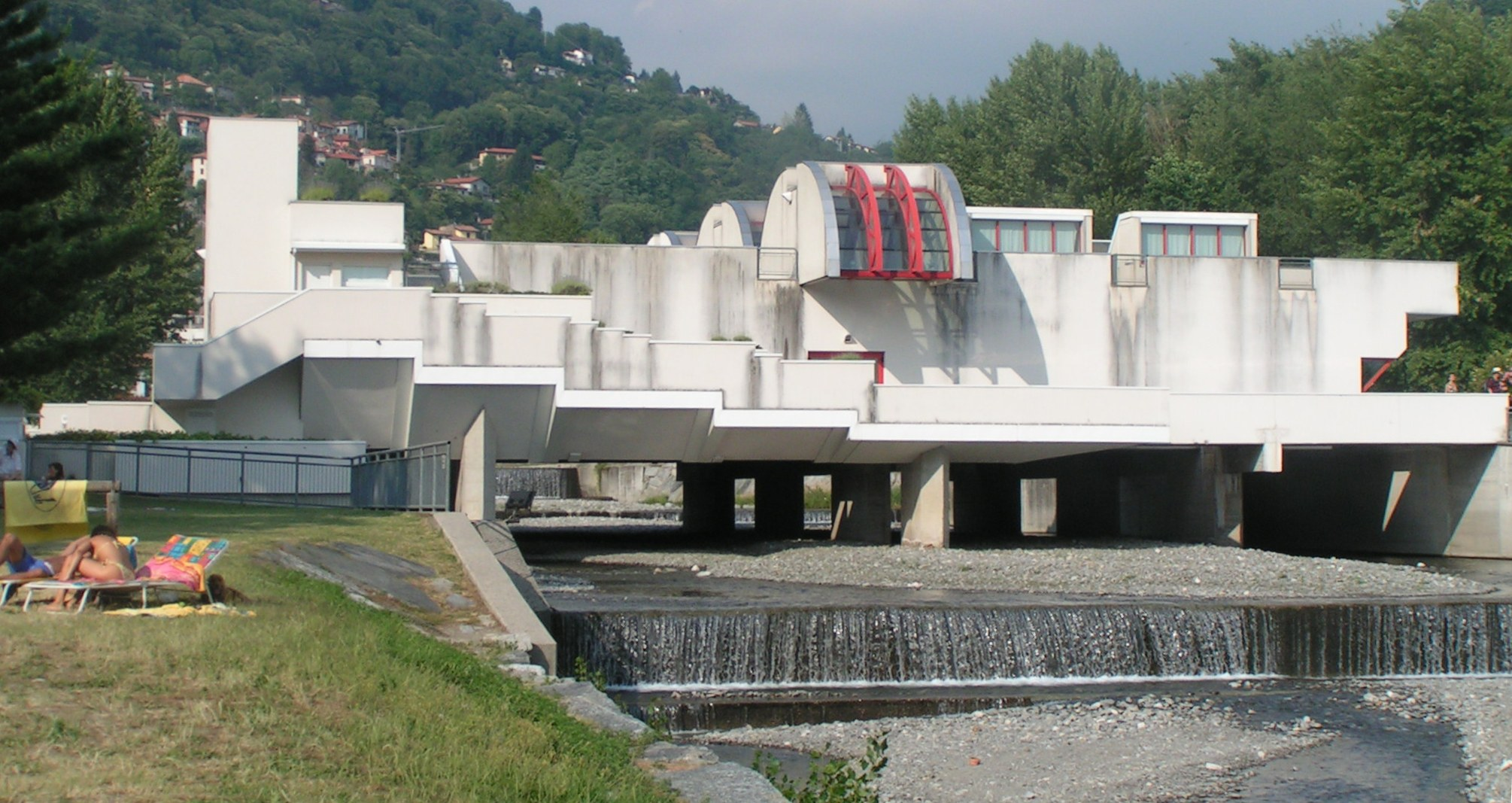
Kunstmuseum Parisi-Valle
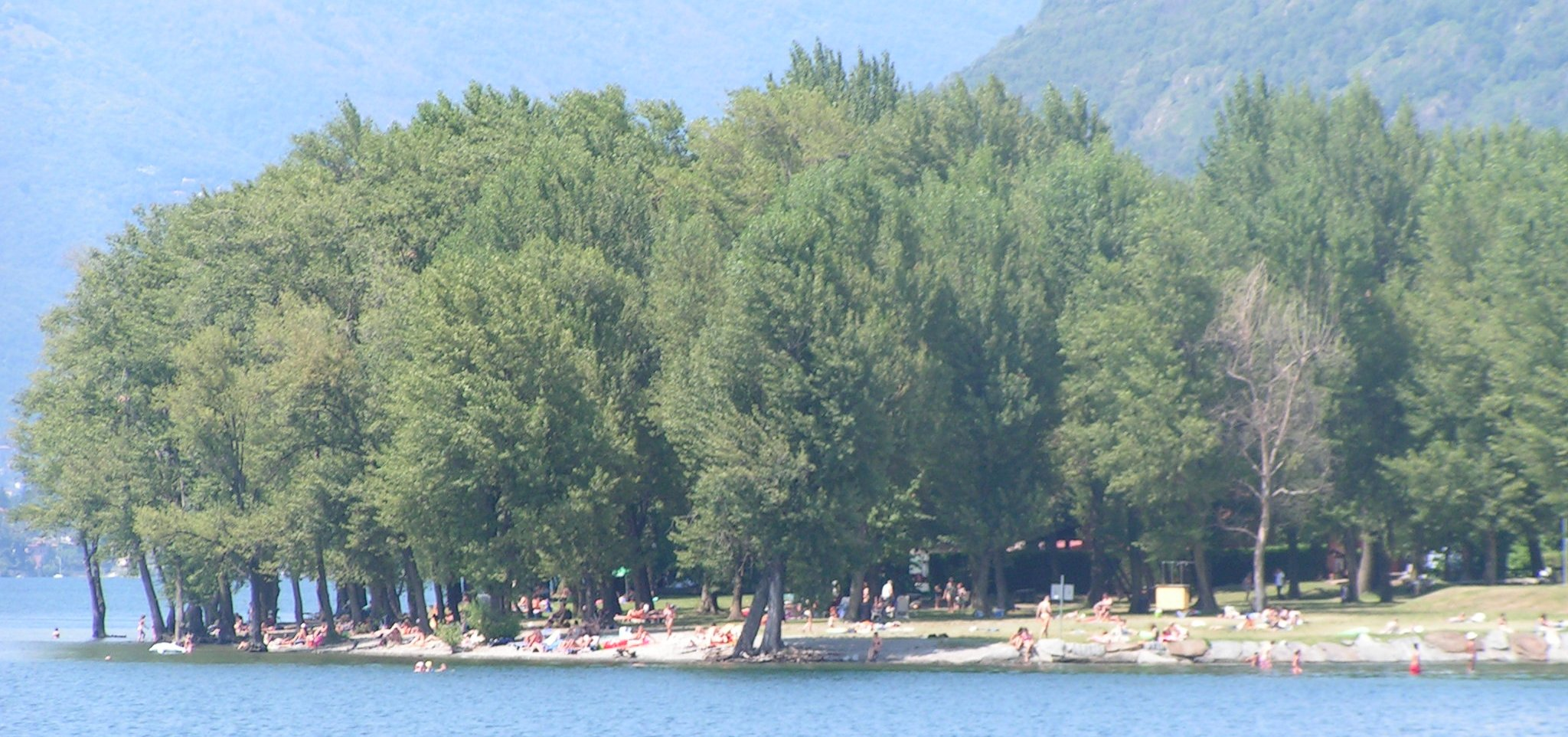
Badestrand von Maccagno
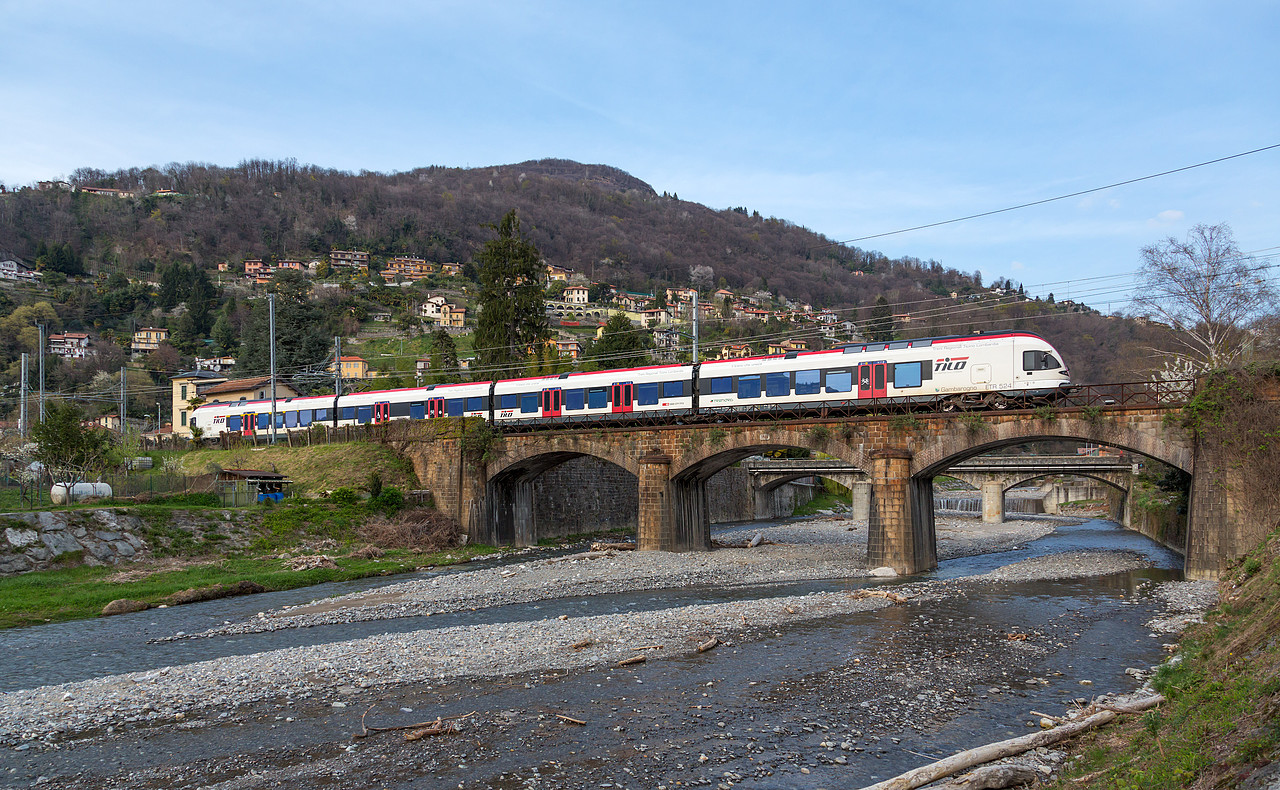
Zugskomposition des TILO
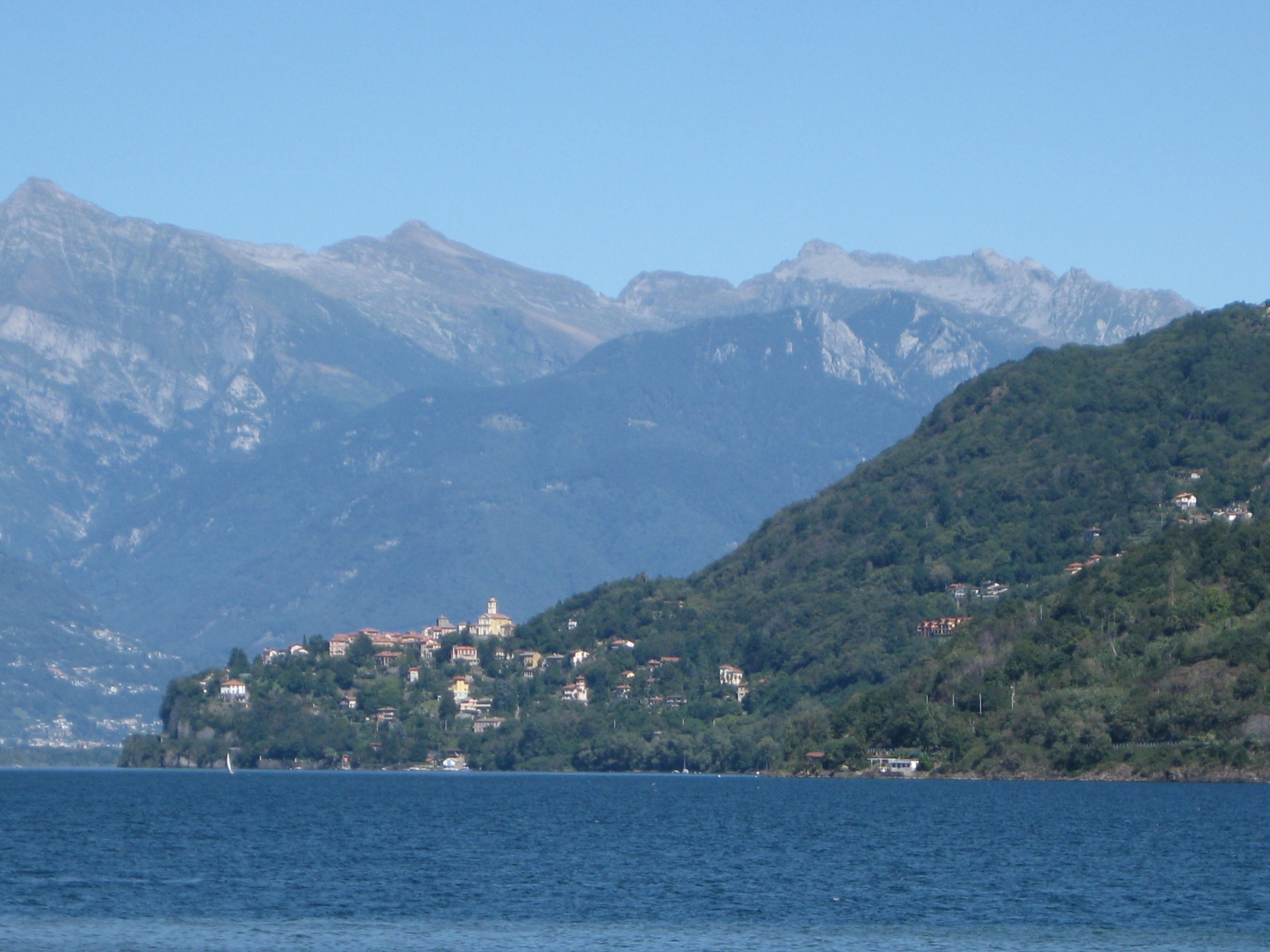
Fraktion Pino
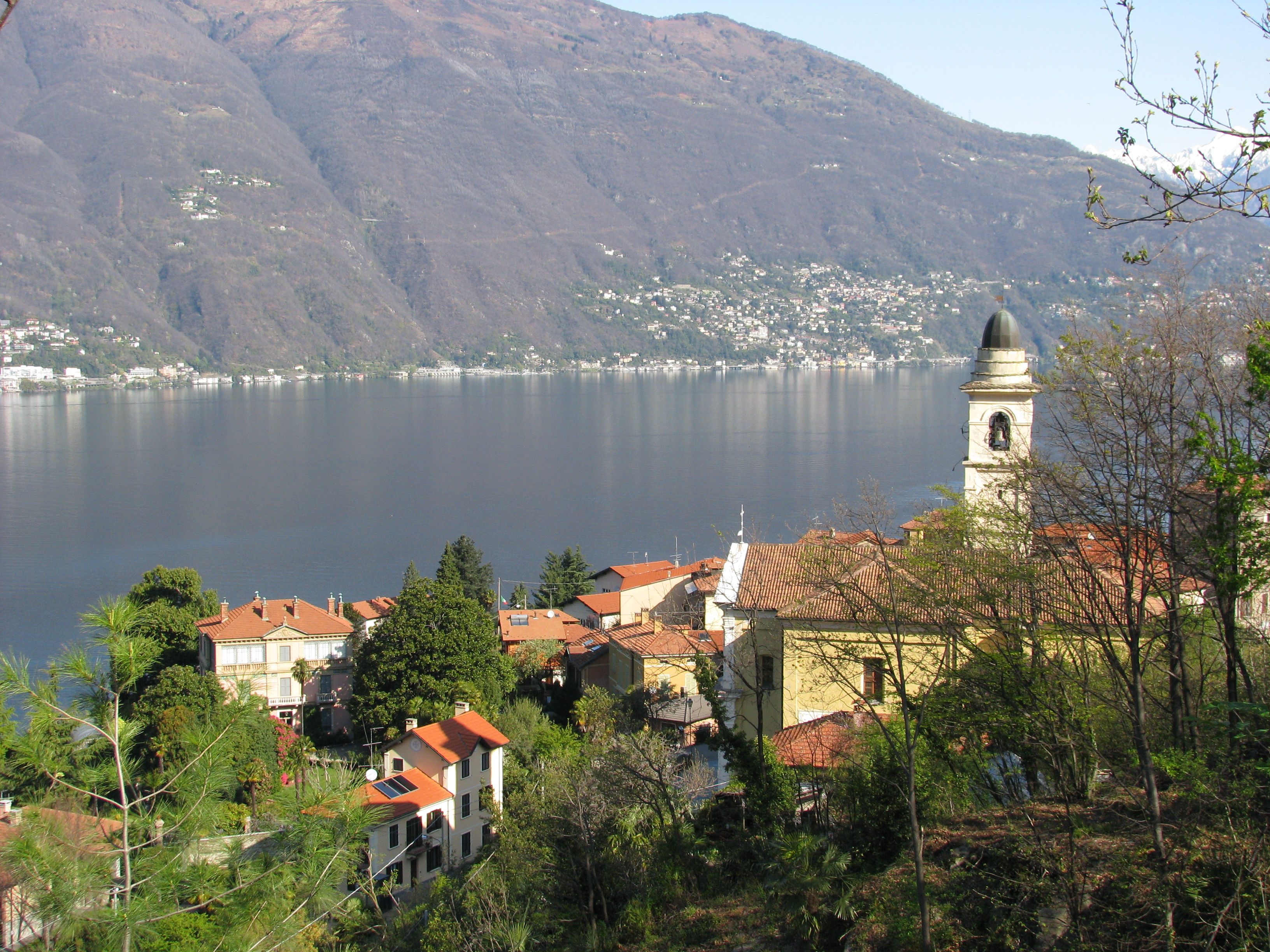
Pino, im Hintergrund Ronco sopra Ascona
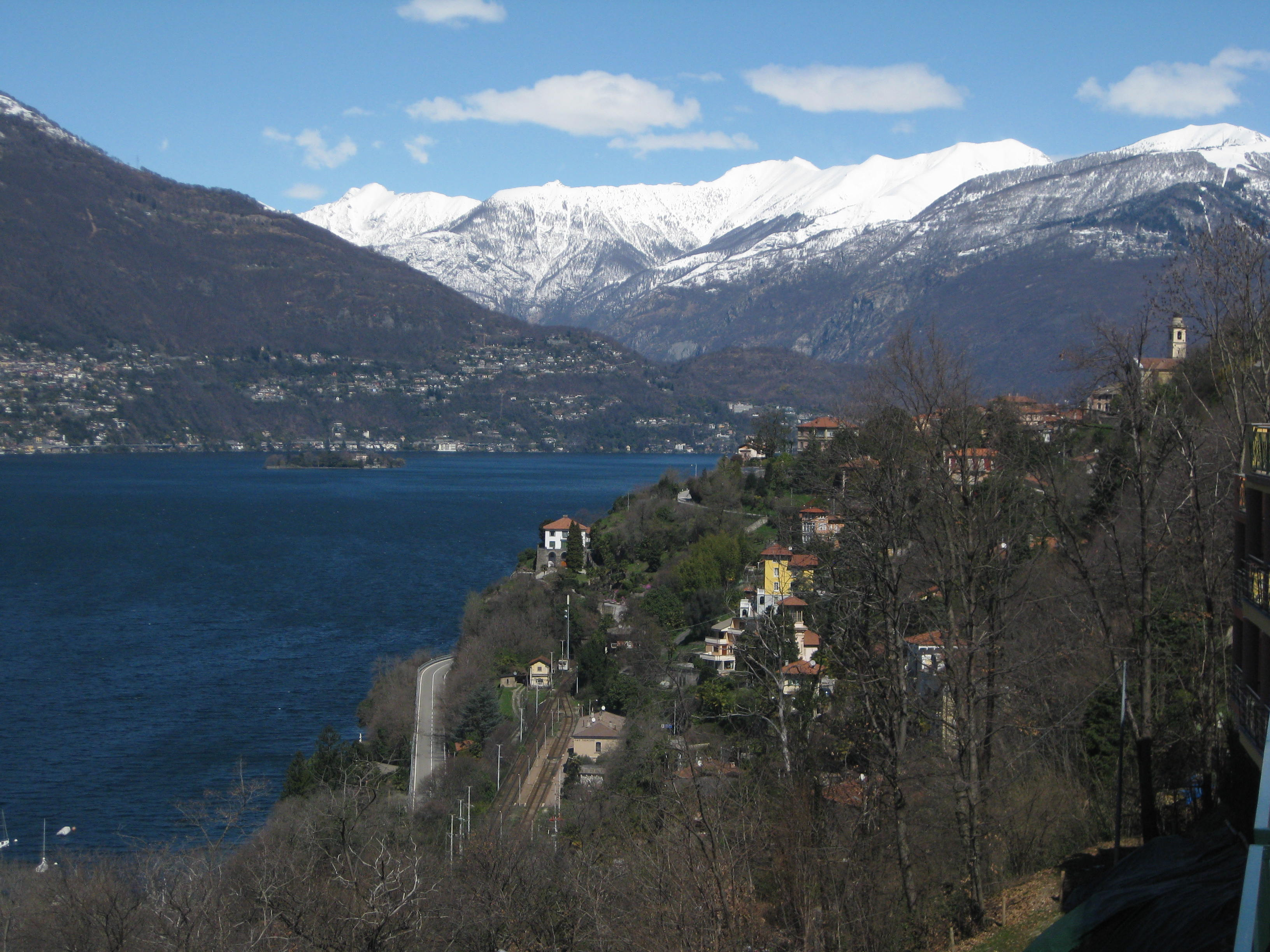
Fraktion Pino mit Bahnstrecke
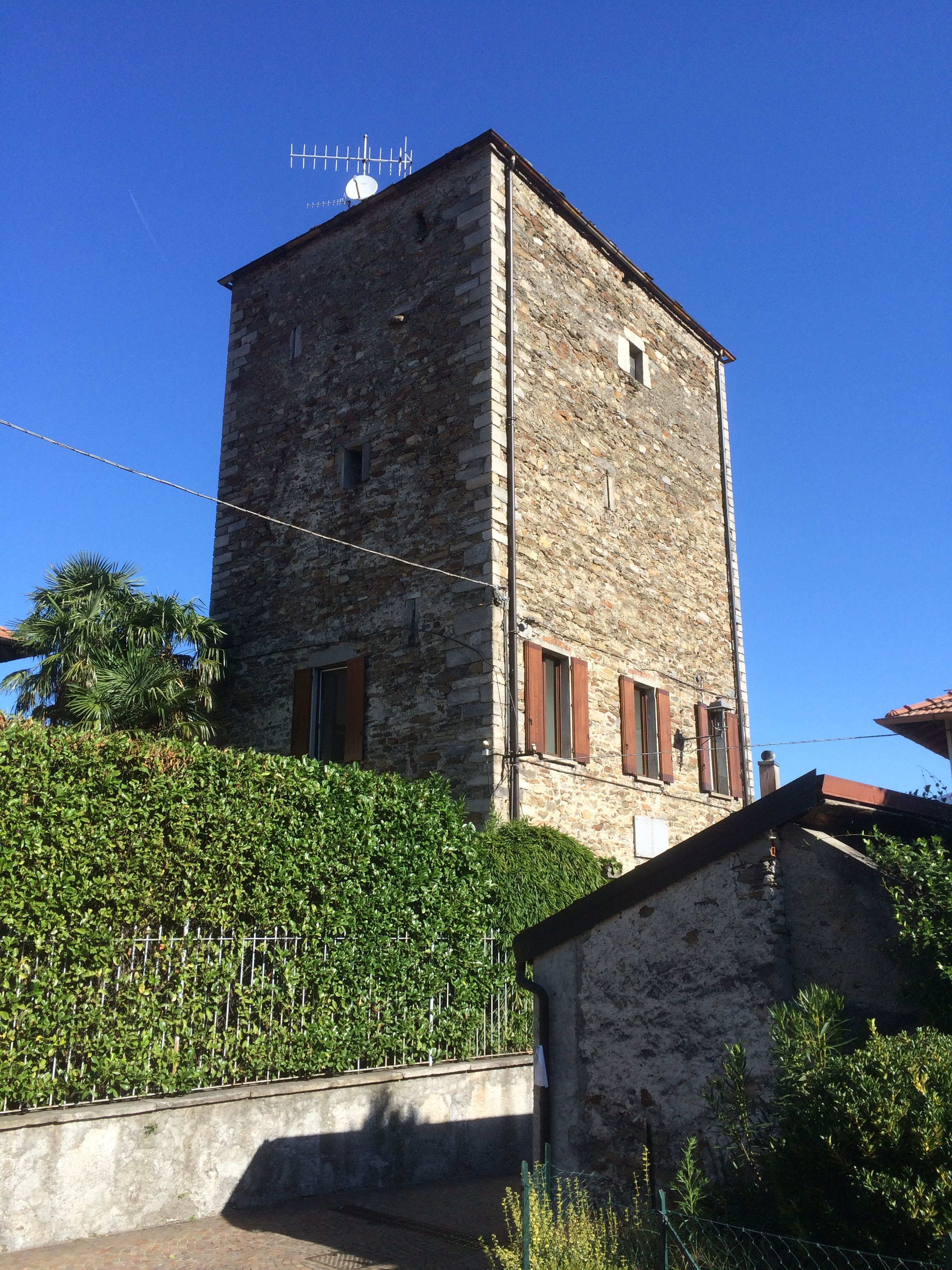
Mittelalterlicher Turm von Pino
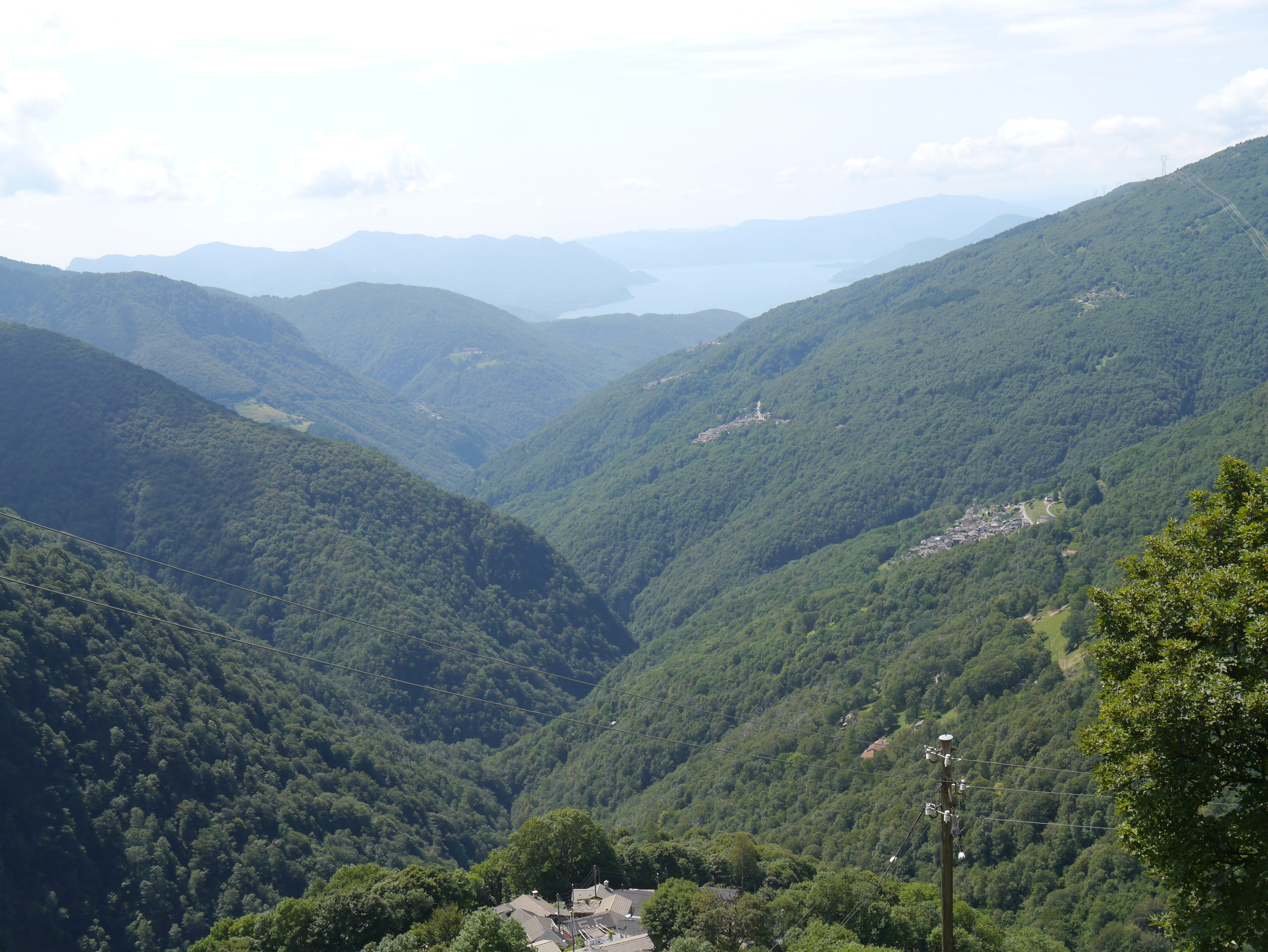
ValleVeddasca mit Lago Maggiore im Hintergrund
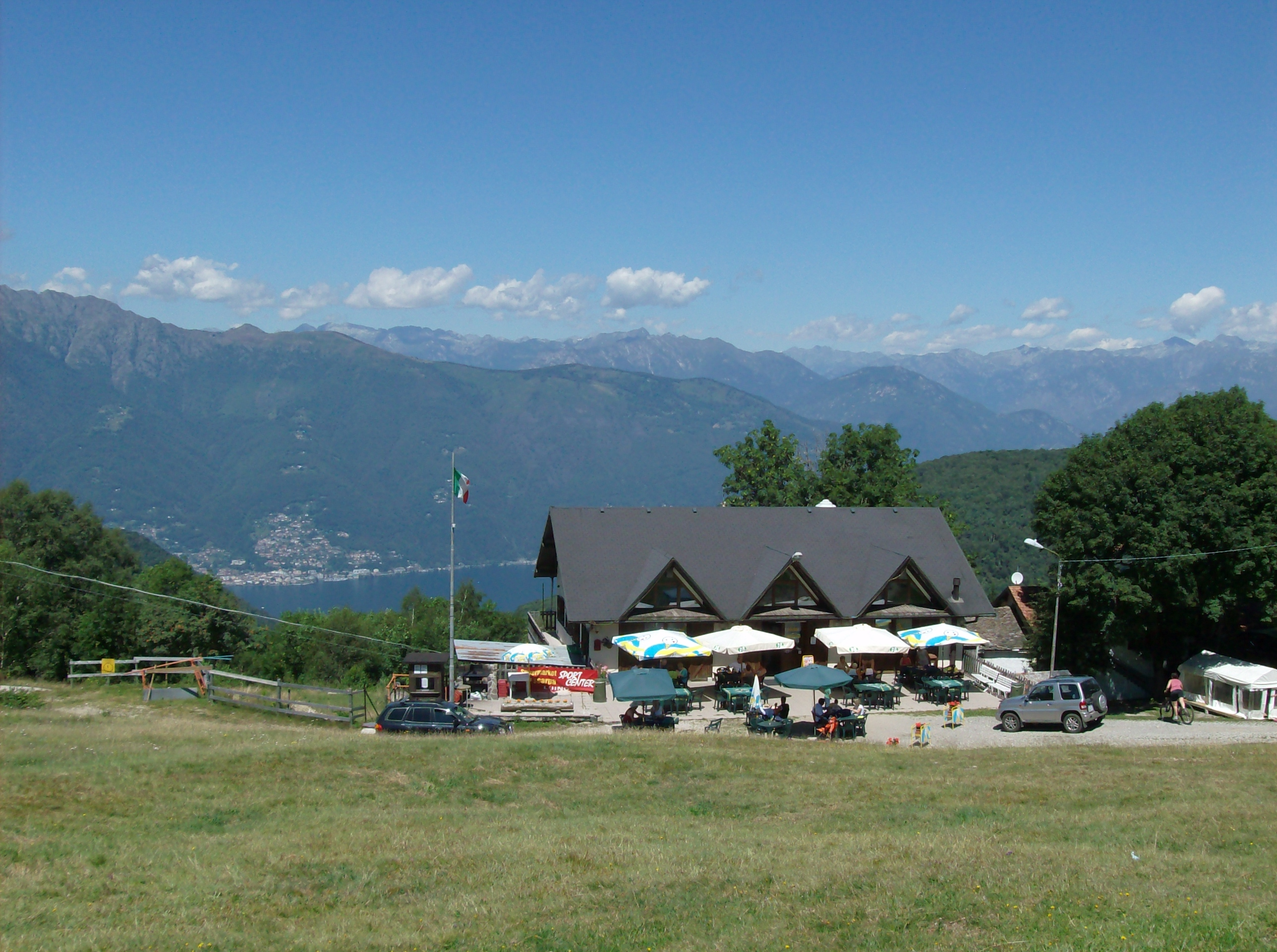
Alp Forcora